# 코로코로 이치반!
코로코로 이치반!(일본어: コロコロイチバン!)은 쇼가쿠칸이 2005년 3월 25일에 창간된 어린이용 개그 프로를 지향하는 월간 만화 잡지. "월간 코로코로 코믹"의 증간호. 2011년 이전에는 홀수월 25일 전후로 발행되고 있었지만 2011년 4월에 발매된 2011년 6월호에서 월간화된 이후 매월 21일 발행되었다.

## 잡지 소개
"월간 코로코로 코믹" 등으로 활약하는 인기 작가를 기용해, 각각의 신작이나 '투구벌레 왕자 무시킹'등의 취미, '와리오 시리즈' 등의 게임, 심지어는 '이기주의자 군'과의 협동 작품을 연재하고 있다. 또한 만화 외에도 수수께끼 코너도 진행하고 있으며 일부 작품은 "코로코로 코믹"의 저연령 전용 버전이다. 창간호부터 2009년 7월 25일 발매된 2009년 9월호까지 제호 표기는 제 ○ 호가 되고 있었음에도 2009년 9월 25일 발매된 2009년 11월호만 "신 1 호"로 표기된 이후 오로지 표기는 ○ 월호 뿐이다.

## 발행 부수
|        | 1〜3월    | 4〜6월    | 7〜9월    | 10〜12월  |
| ------ | --------- | --------- | --------- | --------- |
| 2012년 | 76,667부  | 104,667부 | 82,334부  | 82,334부  |
| 2013년 | 67,667부  | 87,000부  | 72,667부  | 79,000부  |
| 2014년 | 73,000부  | 106,334부 | 128,334부 | 118,334부 |
| 2015년 | 109,334부 | 101,667부 | 83,334부  | 84,334부  |
| 2016년 | 76,000부  | 74,667부  | 63,333부  | 73,333부  |
| 2017년 | 65,000부  | 68,333부  | 79,333부  | 67,000부  |
| 2018년 | 60,000부  | 66,667부  | 66,667부  | 66,667부  |
| 2019년 | 58,333부  | 51,667부  | 55,000부  | 52,667부  |
| 2020년 | 50,000부  | 45,000부  | 45,667부  | 42,333부  |
| 2021년 | 40,000부  | 38,667부  | 40,000부  | 34,333부  |

## 독자 코너
F.C. 스테이션
초대 독자 코너.
여기는 이치반! 편집부
2대째 독자 코너.
튀어라! 엔터테인먼트 웃음 학교
3대째 (현재) 독자 코너.

## 관련 잡지
| 고단샤(강담사) - 주간 소년 매거진 - 월간 소년 매거진 - 매거진 SPECIAL | 쇼가쿠칸(소학관) - 주간 소년 SUNDAY - 월간 코로코로 코믹 - 별책 코로코로 코믹 |